# Tadzjikistans herrlandslag i bandy
Tadzjikistan skulle debutera i en sanktionerad tävling genom att ställa upp med ett lag i Asiatiska vinterspelen 2011 i Almaty, Kazakstan. Man kom dock inte. När man ställer upp i bandy-VM är ännu oklart då man inte är medlem av Federation of International Bandy ännu.